# Stephansgroschen

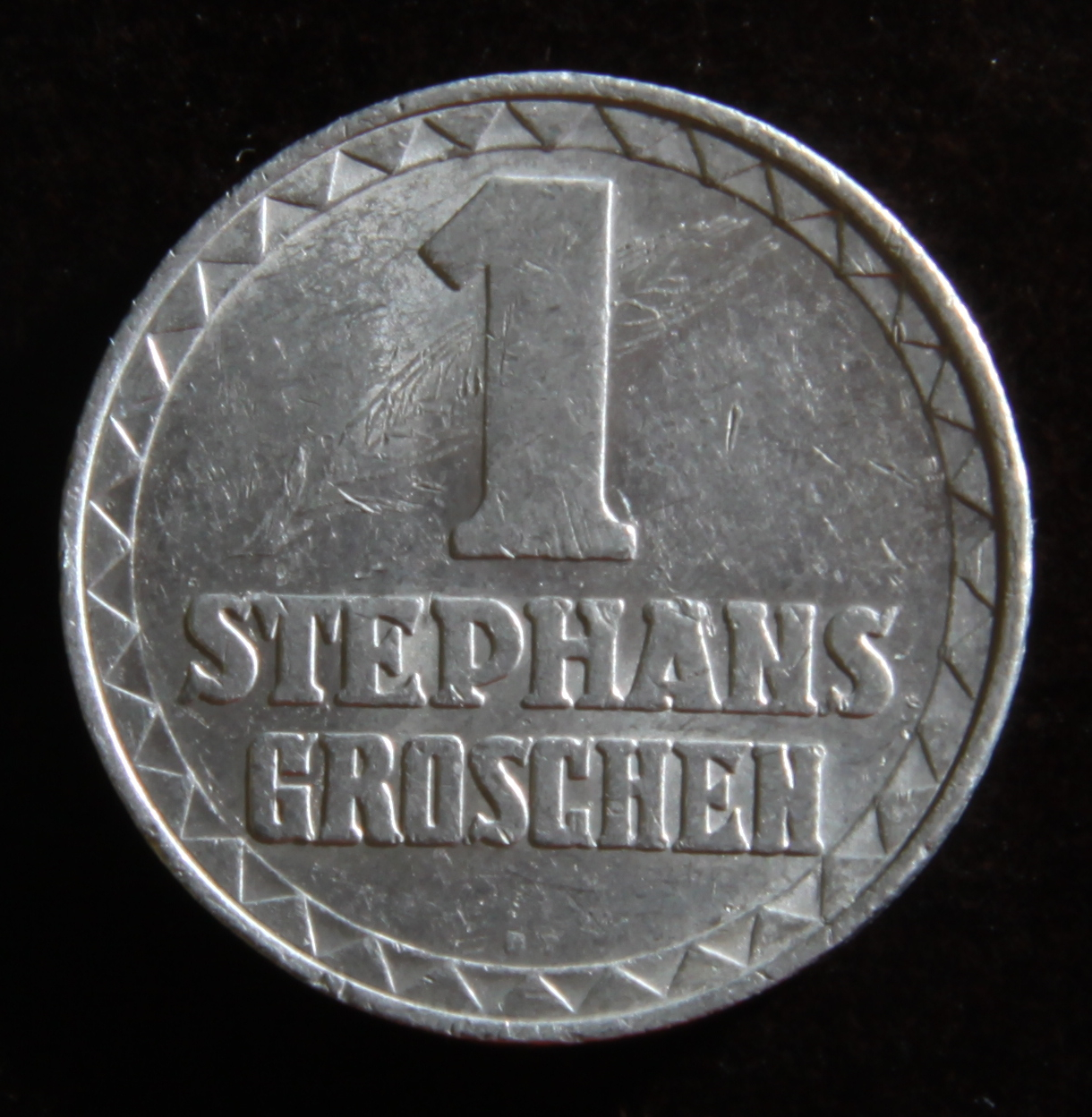
Vorderseite

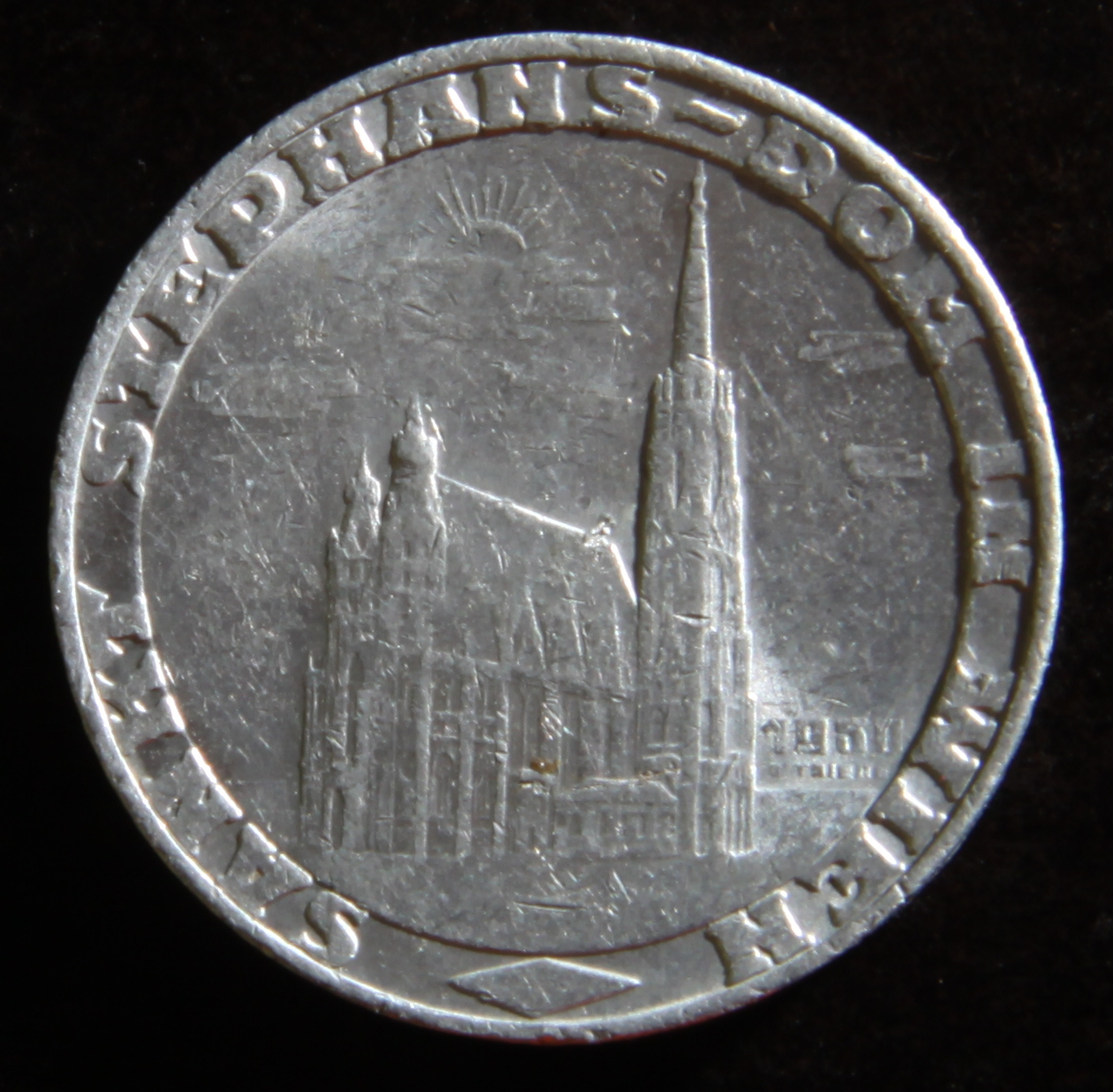
Rückseite

Der Stephansgroschen wurde ab dem 1. März 1950 vom Österreichischen Münzamt als Spendenmünze zur Finanzierung des Wiederaufbaus des Wiener Stephansdoms ausgegeben.

## Hintergrund
Der Stephansgroschen wurde im Rahmen der Aktion „Jeder Österreicher spendet einen Schilling für den Steffl“ ausgegeben. Diese Aktion sollte dem Wiederaufbau des Wiener Stephansdoms dienen, für dessen Durchführung jedoch nach damaligen Schätzungen noch etwa zehn Millionen Schilling fehlten. Ziel der Aktion war es, sechs Millionen Stephansgroschen zum Preis von 1 Schilling zu verkaufen.

## Gestaltung
Die bereits 1950 vom österreichischen Medailleur Oskar Thiede entworfene Spendenmünze hat einen Durchmesser von 27 Millimeter und ist aus 2 Millimeter starkem Aluminium gefertigt. Außerdem gab es auch eine Ausführung aus Silber, die man zum Preis von 20 Schilling kaufen konnte. Die Vorderseite zeigt die Ziffer 1 und die Bezeichnung „Stephansgroschen“. Im Hintergrund hinter der „1“ befindet sich eine Ähre. Auf der Rückseite ist der Wiener Stephansdom abgebildet. Daneben steht die Jahreszahl 1950 und darunter „O. THIEDE“. Neben der abgebildeten, ohne Wappen, gibt es noch neun andere Versionen, bei denen jeweils eins der Wappen der Bundesländer Österreichs neben der Ziffer 1 geprägt ist. Auch diese wurden neben Aluminium auch in Silber geprägt.